# V-Ray
V-Ray е приставка за рендъринг, която се поддържа от широк кръг програми за 3D визуализация.
Позволява бързо създаване на фотореалистични изображения за кратко време. Използва се в медийната, автомобилната, архитектурната индустрии, в телевизията, в продуктовия дизайн и други. Първоначалните разработчици са Владимир Койлазов и Петър Митев от „Хаус Груп“ ООД в София, основано през 1997 г.
Заради използваната технология за проследяване на светлинни лъчи, чрез продукта се постига удвоена мощност на рендъринг, което позволява намаляване на времето за изготвяне на дадена продукция, а оттам и спестени разходи за човешки и технически ресурси, като същевременно се постига високо качество на изображенията.

## Преглед
В основата на функционалността и значимостта на V-Ray стои пресмятането на осветлението във всяка точка на едно 3D-изображение.
Във V-Ray съществуват няколко алгоритъма за пресмятане на глобалното осветление:
- Light Cache Архив на оригинала от 2015-11-16 в Wayback Machine.
- Photon Map
- Irradiance Map Архив на оригинала от 2015-11-17 в Wayback Machine.
- Brute Force (QMC)

Програмното ядро на V-Ray е базирано на метода Монте Карло (стохастичен метод за решаване на интегрални уравнения, приспособен за пространствени области), като се използва също и в допълнение метода на фотонните карти. Така например за първото дифузно преотражение (лъч светлина от източника пада на повърхност, отразява се и попада в точка, чиято осветеност се пресмята) се използва метода Монте Карло. За всички дифузни преотражения след първото (лъча светлина се тразява два пъти или повече от друга повърхност преди да достигне точката на разчитане) може да се използва както метода Монте Карло, така и метода на фотонните карти. Първото дифузно отражение във V-Ray се обозначава като First diffuse bounce, а всички останали – като Secondary bounces. Това е един рационален подход, като се има предвид, че основната част на дифузната осветеност на точката формира именно второ отражение. Броят на останалите отражения е незначителен, вследствие на бързото затихване на интензивността на дифузните отражения с увеличение на тяхното количество. По този начин използваното във V-Ray съчетание на метода Монте Карло и метода на фотонните карти осигурява точност и по-висока скорост на пресмятане в сравнение с конкурентни рендъринг-програми.
V-Ray материалите представляват файл във формат .mat. Те съдържат информация за структурата на материал за визуализация, а всъщност в повечето случаи – карти (текстури) за най-точно отразяване на свойствата и параметрите на материала. Често е възможно файла .mat да не бъде само един файл, а цяла библиотека от материали в един файл. V-Ray материалите всъщност са материали, които може да бъдат наложени върху всеки обект (или част от обект), направен с 3D програма и да бъде получена фотореалистична визуализация.

## История
V-Ray е продукт на българската компания Хаос Груп Архив на оригинала от 2015-11-17 в Wayback Machine.. Компанията е основана през 1997 година от Петър Митев и Владимир Койлазов, които по това време са студенти във Факултета по математика и информатика (Софийски университет). В стремежа си да намерят продукт, който да преодолее в голяма степен ограниченията на софтуера и хардуера в областта на 3D и анимационните услуги по това време, през 2002 година излиза и първата версия на V-Ray за платформата Autodesk 3ds Max. Чрез продукта V-Ray компанията се превръща в световен лидер в сектора за 3D визуализиране.

## Версии
V-Ray се използва като приставка за следните платформи:
- Autodesk 3ds Max
- Autodesk Maya
- Autodesk Revit
- Rhinoceros 3D
- SketchUp
- Softimage
- Blender
- Modo
- Nuke

V-Ray Academic е пакет, предназначен за образователни цели. Пакетът може да се използва от университети, преподаватели и студенти.
V-Ray Standalone може да се използва самостоятелно, без друг софтуер, който да надгради.